# Tamāra Dauniene
Tamāra Dauniene (nacida el 22 de septiembre de 1951 en Yoshkar-Olá, Unión Soviética) es una exjugadora de baloncesto rusa. Consiguió 4 medallas en competiciones oficiales con la URSS.